# Konwent Organizacji Niepodległościowych
Konwent Organizacji Niepodległościowych (KON) – polityczne ugrupowanie konspiracyjne obozu sanacyjnego. Założone w 1942 roku przez dawnych zwolenników Walerego Sławka, skonfliktowanych z grupą Edwarda Śmigłego-Rydza (tworzącą Obóz Polski Walczącej). Kierownictwo tworzyli Zygmunt Hempel, Mikołaj Dolanowski, ppłk Wacław Lipiński, ppłk Franciszek E. Pfeiffer, Bolesław Pawłowicz. Wojskowo podporządkowane Armii Krajowej. Pod względem politycznym formalnie uznając rząd londyński faktycznie pozostawało w opozycji wobec Delegatury Rządu. W grudniu 1944 r. połączyło się z OPW, tworząc Stronnictwo Niezawisłości Narodowej. Organ prasowy „Myśl Państwowa”, ponadto wydawano też m.in. pisma „Tydzień” i „Droga”.